# Chaudrée de palourdes

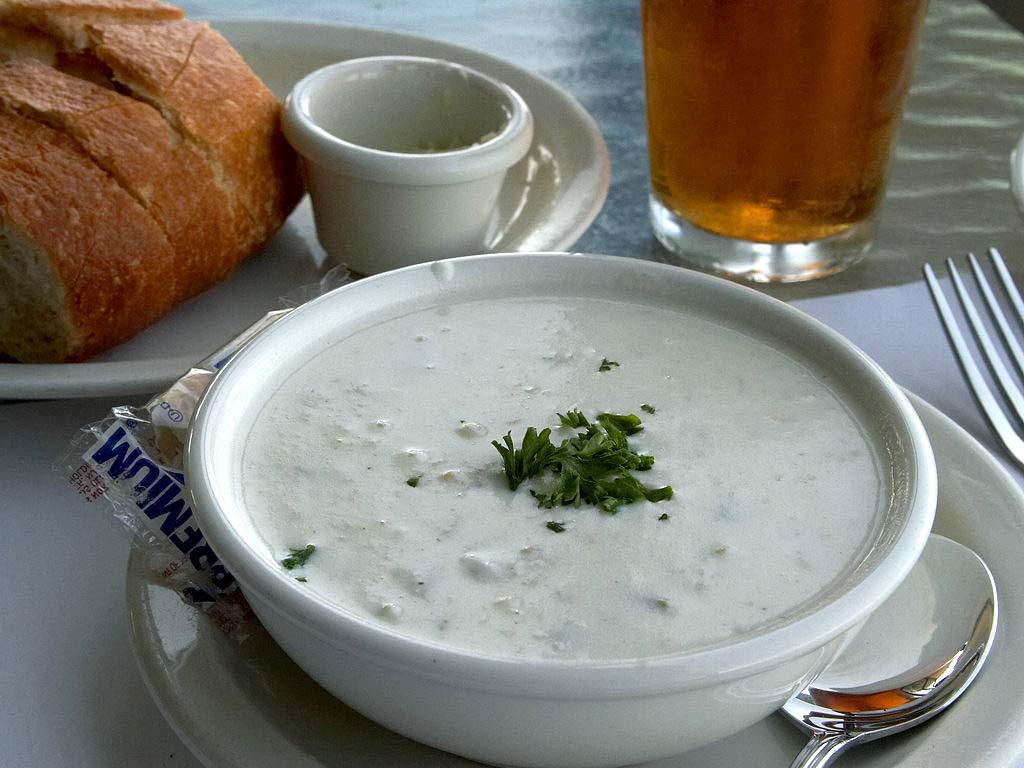
Chaudrée de palourdes.

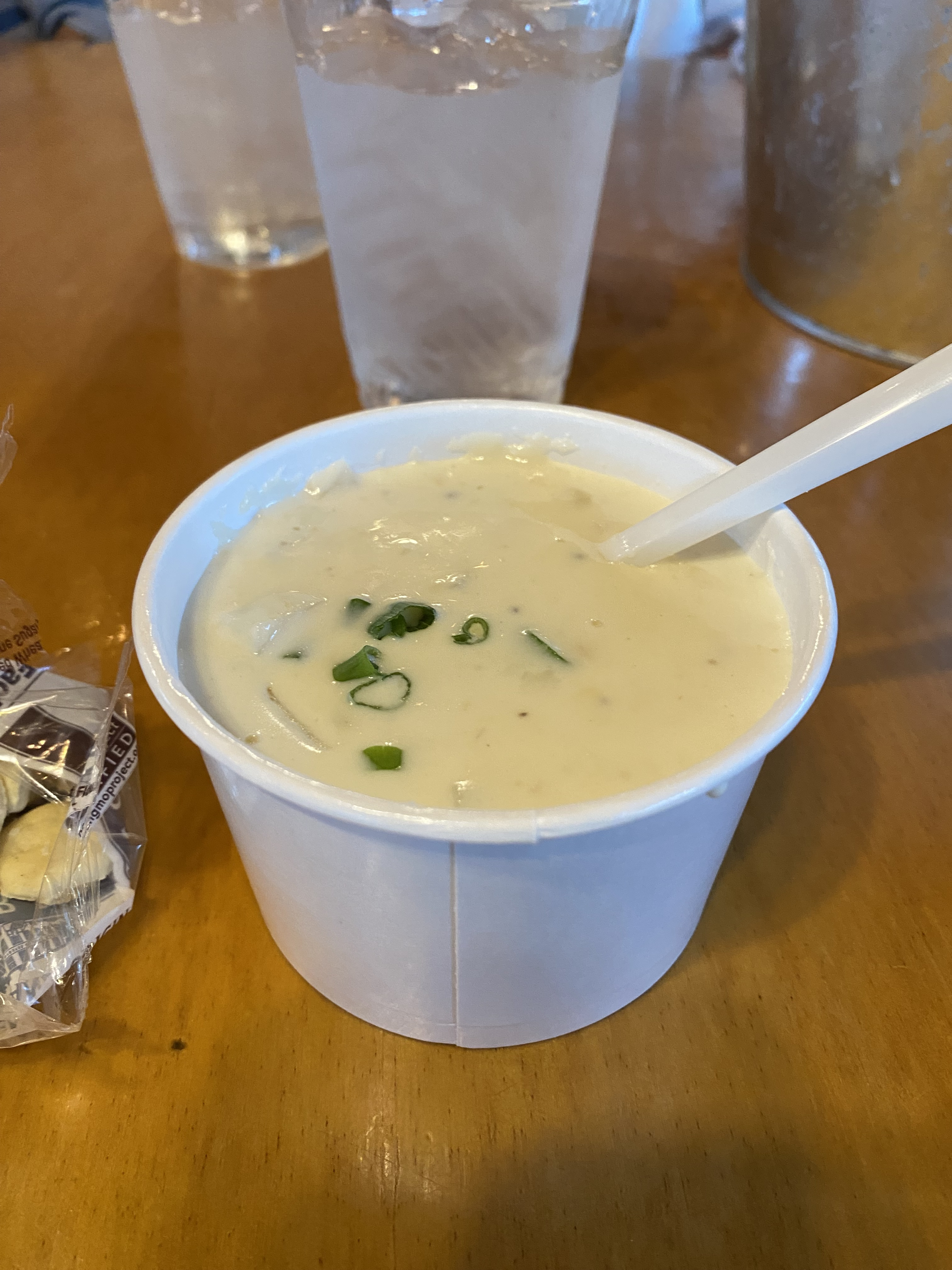
Chaudrée de palourdes d'un restaurant du Maine aux États-Unis.

La chaudrée de palourdes (clam chowder en anglais) est une soupe traditionnelle de la région nord-est des États-Unis (Nouvelle-Angleterre) et du Canada. Elle est à base de palourdes américaines, de pommes de terre, de lait, de crème et d'aromates divers.
En France, la recette remplace les palourdes américaines par des palourdes.
L’origine du terme chowder est obscure. Certains la font dériver du mot « chaudière » pris dans le sens de « chaudron », terme utilisé dans certaines régions de l'Ouest de la France (Charente-Maritime, Vendée). Il est apparenté à la « chaudrée », épaisse soupe de poisson originaire de ces régions.

## Variations
- New England clam chowder
- Boston clam chowder
- Manhattan clam chowder
- Rhode Island clam chowder